# Лазне-Богданеч
Лазне-Богданеч (чеш. Lázně Bohdaneč) — город в Пардубицком крае Чешской Республики, недалеко от Пардубице. Известен своими курортами.

## История города
Первое письменное упоминание о Богданче относится к 1264 году, когда царь Пршемысл Отакар II. дает деревню под названием Вилла Богданиц своему спутнику, солдату Стирону [2]. Поселок был основан ранее, имя Богданеч произошло от личного имени Богдан согласно профессиональной литературе. В 1343 году был зарегистрирован спор между гражданином Кржижем и приходским священником Богданечем, который закончился потасовкой, во время которой был разрушен алтарь. В 14 веке Богданеч принадлежал лордам Цимбурку, а в 1366–1421 годах монахи из бенедиктинского монастыря в Опатовицах над Лабем имели право сдаться церкви. Богданеч и монастырские имения были приобретены в 1436 году императором Сигизмундом и заложили их. 8 января 1491 года Вильгельм II приобрел поместье за 33 000 копеек пражского гриша. из Пернштейна. Его правление ознаменовало расцвет Богданеча. Деревня получила различные важные привилегии, процветала торговля и ремесленное производство. Самым значительным деянием г-на Вилема было создание прудовой фермы, центром которой был Богданеч. На сегодняшний день 44 пруда с этой фермы были сохранены и поддерживаются.
В конце 19-го века создание торфяного курорта Яном Веселым, арендатором пруда, внесло существенные изменения в жизнь города. Опытная операция была начата в 1897 году, в первый год услугами курорта воспользовались 70 пациентов. В 1908 году между деревнями Богданеч и Пардубице была установлена первая чешская регулярная автобусная линия, по которой ехал автобус Laurin & Klement, принадлежавший основателю курорта Яну Весели. Курорт тогда предоставил гражданам Богданеча работу и использовал работу местных мастеров. В то время спа также расширился, и его популярность увеличилась. Сегодня спа-центр предлагает лечение торфом, электротерапию, гидротерапию, физические упражнения, массаж и ингаляции. В течение календарного года 7000 пациентов по очереди в них.
Богданеч получил статус курортного города в 1963 году и стал городом в 1971 году. Официальное изменение названия на Лазне Богданеч было присвоено городу 1 марта 1980 года.

## Население
| Год  | Численность | Численность |
| ---- | ----------- | ----------- |
| 1869 | 1589        | [ 5 ]       |
| 1880 | 1846        | [ 5 ]       |
| 1890 | 1741        | [ 5 ]       |
| 1900 | 1677        | [ 5 ]       |
| 1910 | 1646        | [ 5 ]       |
| 1921 | 1550        | [ 5 ]       |
| 1930 | 1886        | [ 5 ]       |
| 1950 | 1972        | [ 5 ]       |
| 1961 | 1932        | [ 5 ]       |
| 1970 | 2140        | [ 5 ]       |
| 1980 | 2270        | [ 5 ]       |
| 1991 | 2279        | [ 5 ]       |
| 2001 | 3096        | [ 5 ]       |
| 2011 | 3349        | [ 5 ]       |
| 2014 | 3383        | [ 6 ]       |
| 2016 | 3458        | [ 7 ]       |
| 2017 | 3460        | [ 8 ]       |
| 2018 | 3539        | [ 9 ]       |
| 2019 | 3525        | [ 10 ]      |
| 2020 | 3543        | [ 11 ]      |
| 2021 | 3541        | [ 12 ]      |
| 2022 | 3438        | [ 13 ]      |
| 2023 | 3507        | [ 14 ]      |
| 2024 | 3494        | [ 3 ]       |